# コシダカガンガラ
コシダカガンカラ（腰高岩殻、学名Tegula rustica） は、リュウテン科（リュウテンサザエ科、サザエ科とも言う）に分類される巻貝の一種。殻高約3cm。東アジア沿岸の岩礁に棲息する。

## 分布
ロシア沿海地方、朝鮮半島、日本（北海道から九州）、中国沿岸の潮間帯から水深30m前後までの岩礁に棲む。

## 形態
クボガイと似ているが、貝殻の肩部や、螺層に斜めの畝状の盛り上がりがあって、ゴツゴツとした外観。底面には臍孔が開き、緑色には彩色されない。少し伸びた柄の先に眼がある。

## 生態
雌雄異体で藻類を食べる。北海道礼文島での調査によると、7月水温の上昇とともに生殖腺が満たされ、8月～9月に産卵期をむかえる。

## 分類
古典的にはニシキウズ科 Trochidae に分類され、本種をタイプ種とするコシダカガンガラ属 Omphalius に置かれていたが、近年遺伝子の研究によりクボガイ科の"バテイラ属" Tegula（タイプ種はヘビカワターバン）に分類されるようになったのち、クボガイ科はリュウテン科内のクボガイ亜科 Tegulinae とするのが妥当であることが示された。クボガイ亜科は中生代ジュラ紀頃にニシキウズ科と分化し、白亜紀ないし新生代に入った頃にリュウテン亜科 Turbinaeやギンタカハマ亜科 Tectinaeと分化したことが示唆されている。

## 化石
愛知県の中部更新統渥美層群（約40万年前）や、千葉県木更津市の下総層群上泉層（約20万年前；いずれも更新世）などから化石が見つかっている。

## 人との関係
江戸時代後期の武蔵石壽著『目八譜』に「腰高カンカラ」として紹介されている。クボガイやクマノコガイ、バテイラとともに「磯もの」として茹でたものが海辺の旅館や料亭で出され、美味。